# Bludnost
Bludnost je naziv za ljudsko seksualno ponašanje koje smatra sramnim i protivnim općem moralu u određenom kulturnom ili vjerskom smislu. 
Ovisno o kontekstu može se obilježiti u svjetovnom ili u teološkom smislu kroz povijest. Pojam općenito nije jedinstveno definiran. 
Povijesno gledano aktivno bludno ponašanje vodi čovjeka iz stanja čistoće u stanje nečistoće i povezano je s društvenim izopćenjem ili kažnjavanjem.
U kršćanstvu bludnost predstavlja jedno od sedam smrtnih grijeha.

## Zapadni svijet
U zapadnom svijetu sadašnjice bludna i kažnjiva djela su primjerice seksualno zlostavljanje djece, silovanje, dječja pornografija, seksualno zlostavljanje, incest, nekrofilija ili zoofilija. Ponekad sadizam, mazohizam i fetišizam. Posjet javne kuće ili preljub djelomično se smatraju bludim djelima.
Do 1960-ih primjerice masturbacija, predbračni seks, preljub i homoseksualnost su u nekim zapadnim zemljama smatrani bludnim djelima.

## Afrika i dijelovi Azije
U brojnim afričkim i azijskim zemljama očekuje se da je djevojka "netaknuta" i kao djevica ulazi u brak. Tu se seks prije braka smatra kao blud i društveni je tabu. Ako bi obiteljska čast bila povrijeđena, može biti obnovljena kaznom kao što je npr. odbacivanje supruge. U nekim društvima se vrši žensko obrezivanje kojemu je cilj spriječiti bludnost djevojke ili žene.
U islamskim državama bludnost (Zina na arapskom) se kažnjava. U mnogim mjestima dovodi do društvenog izopćenja. U nekim zemljama kao primjerice u Saudijskoj Arabiji, Sudanu, Iranu, Nigeriji i sjevernom Jemenu se primjerice preljub ili analni seks kažnjavaju kamenovanjem.

## Povezani članak
- Deset Božjih zapovijedi s katoličkog gledišta